# Room
Room är en brittisk-amerikansk-kanadensisk-irländsk dramafilm från 2015 regisserad av Lenny Abrahamson och skriven av Emma Donoghue, baserad på hennes roman med samma namn. I filmen medverkar Brie Larson, Jacob Tremblay, Joan Allen, Sean Bridgers och William H. Macy. Den hade världspremiär den 4 september 2015 vid Telluride Film Festival och begränsad premiär i USA den 16 oktober 2015. I Sverige hade filmen biopremiär den 18 mars 2016.
Vid Oscarsgalan 2016 nominerades filmen till fyra stycken Oscars för Bästa film, Bästa regi, Bästa kvinnliga huvudroll och Bästa manus efter förlaga, varav Brie Larson vann pris för bästa kvinnliga huvudroll.
Filmen är inspirerad av Fritzlfallet.

## Handling
24-åriga Joy Newsome och hennes 5-årige son Jack bor i ett litet smutsigt skjul. Allt de har är en säng, en toalett, ett badkar och ett litet kök. Det finns inga fönster förutom ett i taket. Joy har fått Jack att tro att allt i rummet är det enda som existerar i världen och allt utanför bara existerar på TV. De hålls fångna av en man som de kallar Gamle Nick, som också är Jacks far. Gamle Nick kidnappade Joy för sju år sen och våldtar henne rutinmässigt medan Jack sover i garderoben. Men en dag anser Joy att det är dags att berätta sanningen för Jack om hur allt ligger till. Joy funderar ut en plan som ska få båda två att kunna komma ut från rummet, och Jack får för första gången i sitt liv möta omvärlden.

## Rollista
| Brie Larson     | – Joy "Ma" Newsome        |
| Jacob Tremblay  | – Jack Newsome            |
| Joan Allen      | – Nancy Newsome           |
| William H. Macy | – Robert Newsome          |
| Sean Bridgers   | – Gamle Nick              |
| Tom McCamus     | – Leo                     |
| Cas Anvar       | – Dr. Mittal              |
| Amanda Brugel   | – Konstapel Parker        |
| Wendy Crewson   | – Talk Show Host          |
| Joe Pingue      | – Konstapel Tom Grabowski |
| Megan Park      | – Laura                   |

## Mottagande
Room möttes av positiva recensioner av kritiker, särskilt för Brie Larsons och Jacob Tremblays skådespeleri. På Rotten Tomatoes har filmen ett medelbetyg på 94%, baserat på 256 recensioner, och ett genomsnittsbetyg på 8,4 av 10. På Metacritic har filmen genomsnittsbetyget 86 av 100, baserat på 43 recensioner.

## Utmärkelser

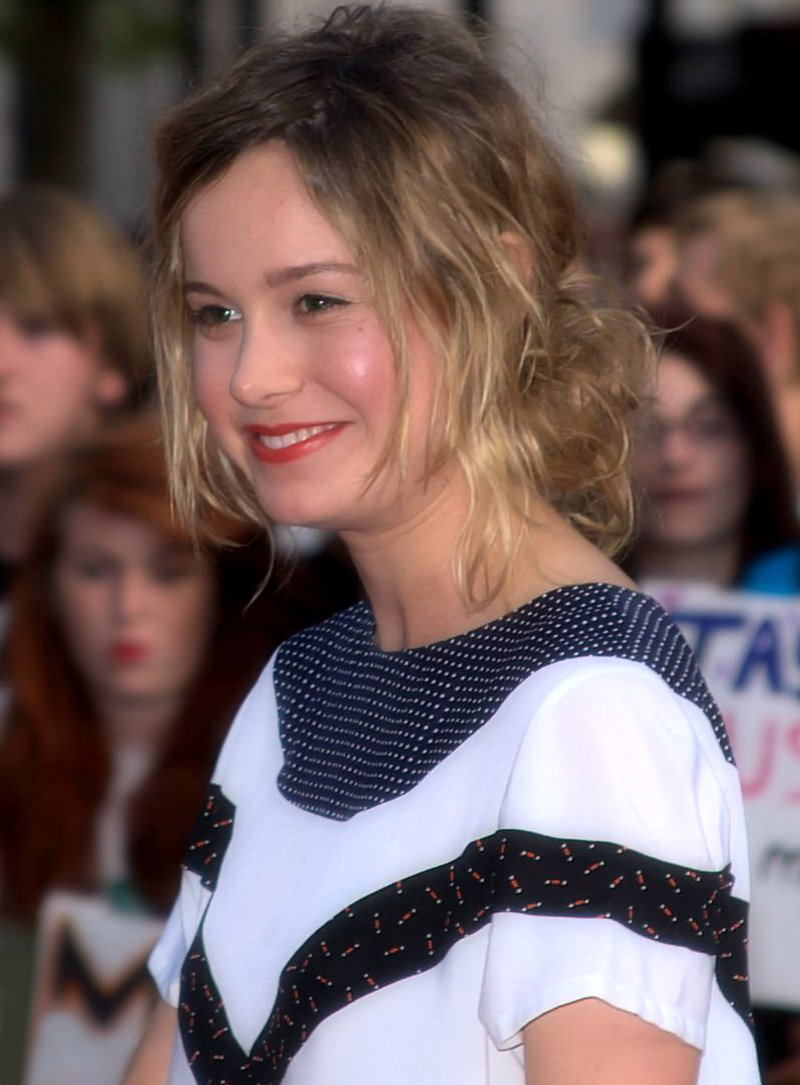
Brie Larson hyllades av kritiker för sin rollprestation i Room och har mottagit ett stort antal filmpriser och nomineringar

| Priser och nomineringar      | Priser och nomineringar           | Priser och nomineringar | Priser och nomineringar | Priser och nomineringar |
| Utmärkelse                   | Kategori                          | Mottagare               | Resultat                |                         |
| ---------------------------- | --------------------------------- | ----------------------- | ----------------------- | ----------------------- |
| Oscar                        | Bästa kvinnliga huvudroll         | Brie Larson             | Vann                    |                         |
| Oscar                        | Bästa film                        | Ed Guiney               | Nominerad               |                         |
| Oscar                        | Bästa regi                        | Lenny Abrahamson        | Nominerad               |                         |
| Oscar                        | Bästa manus efter förlaga         | Emma Donoghue           | Nominerad               |                         |
| Golden Globes                | Bästa kvinnliga huvudroll – drama | Brie Larson             | Vann                    |                         |
| Golden Globes                | Bästa film – drama                |                         | Nominerad               |                         |
| Golden Globes                | Bästa manus                       | Emma Donoghue           | Nominerad               |                         |
| BAFTA Awards                 | Bästa kvinnliga huvudroll         | Brie Larson             | Vann                    |                         |
| BAFTA Awards                 | Bästa manus efter förlaga         | Emma Donoghue           | Nominerad               |                         |
| Screen Actors Guild Awards   | Bästa kvinnliga huvudroll         | Brie Larson             | Vann                    |                         |
| Screen Actors Guild Awards   | Bästa manliga biroll              | Jacob Tremblay          | Nominerad               |                         |
| Critics' Choice Movie Awards | Bästa kvinnliga skådespelare      | Brie Larson             | Vann                    |                         |
| Critics' Choice Movie Awards | Bästa unga skådespelare           | Jacob Tremblay          | Vann                    |                         |
| Critics' Choice Movie Awards | Bästa film                        |                         | Nominerad               |                         |
| Critics' Choice Movie Awards | Bästa manus efter förlaga         | Emma Donoghue           | Nominerad               |                         |